# Air Charter
Air Charter war eine französische Charterfluggesellschaft, die ab Mitte der 1990er Jahre auch Linienflüge im Auftrag der Air France durchführte.

## Geschichte

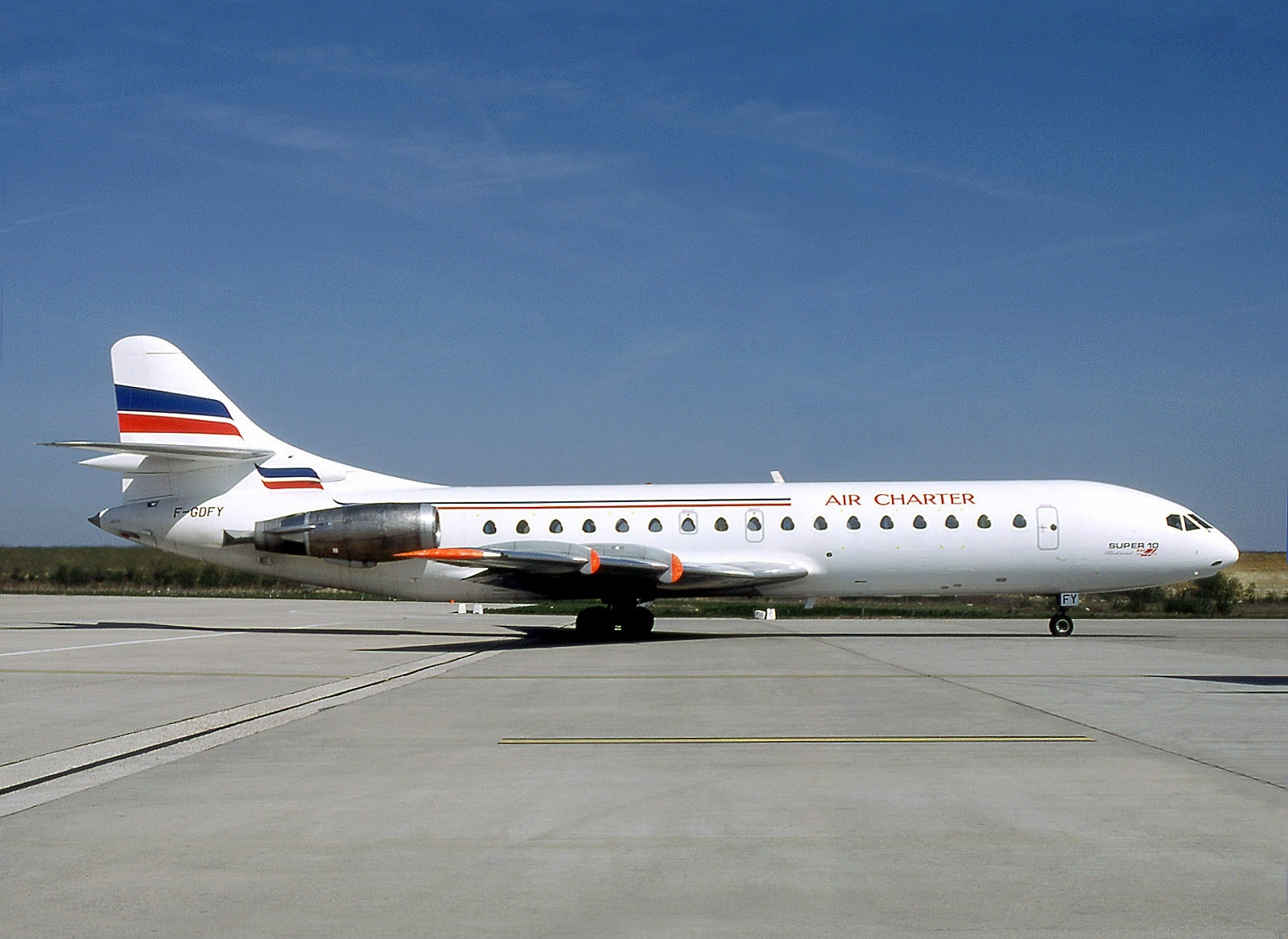
Eine Sud Aviation Caravelle10B der Air Charter International im Jahr 1980

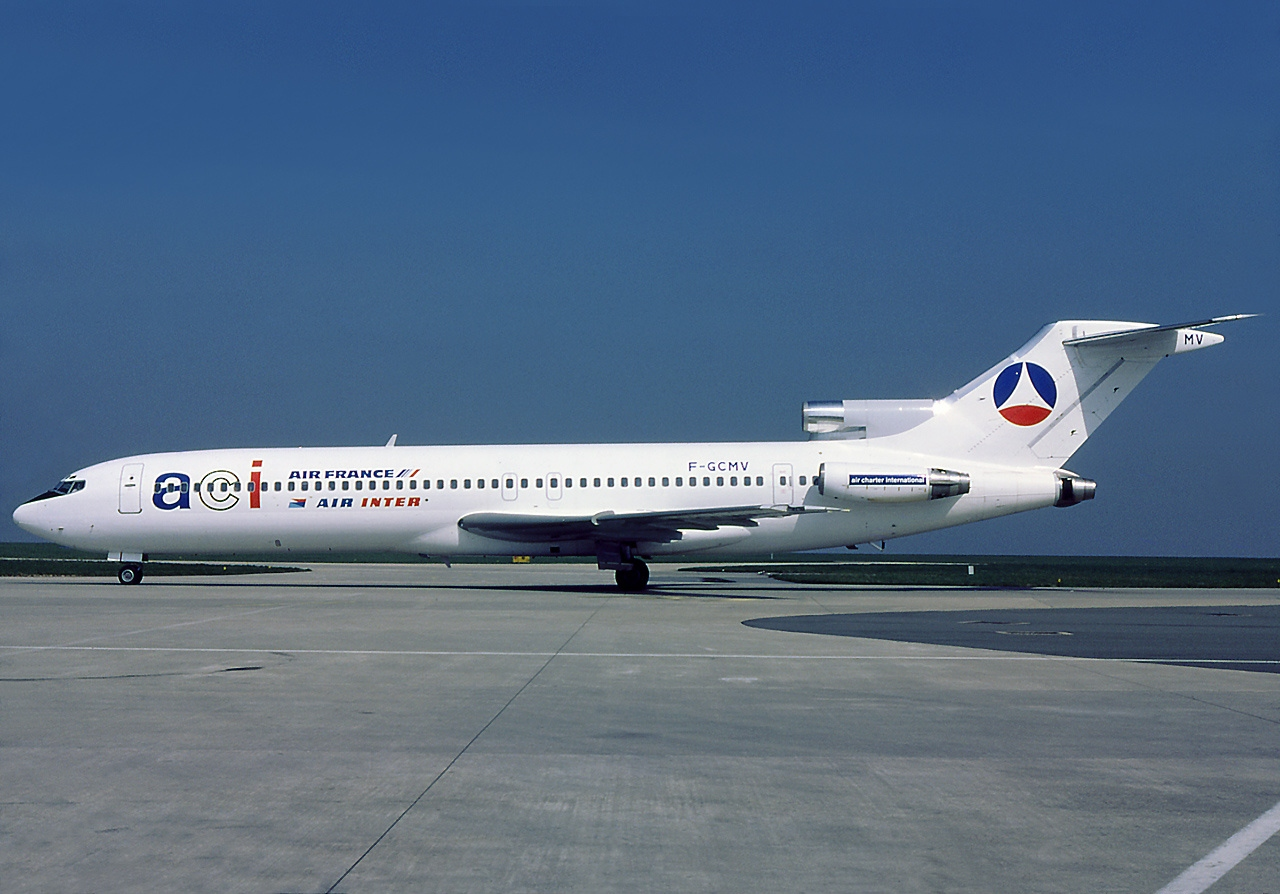
Eine Boeing 727-200 der Air Charter International (ACI) im Jahr 1981

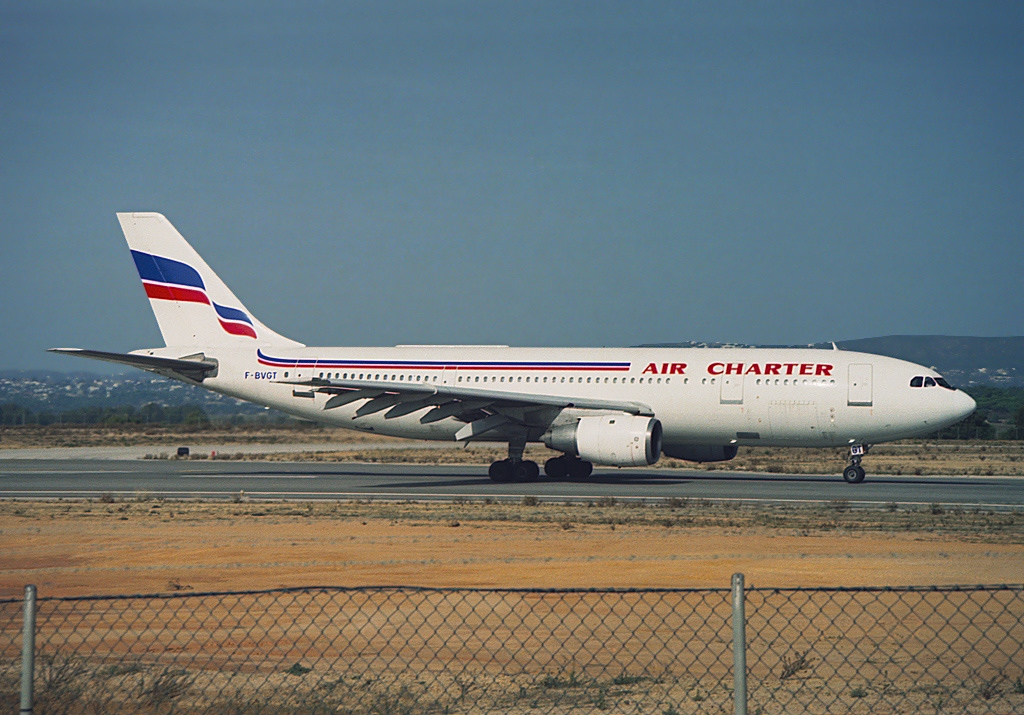
Ein Airbus A300 der Air Charter International im Jahr 1993

Air Charter wurde am 7. Februar 1966 unter dem Namen Societé Aérienne Française d'Affrètements (SAFA) als Tochterunternehmen der Fluggesellschaft Air France gegründet, um Charterdienste von Paris an die französische Mittelmeerküste anzubieten. Die Aufnahme des Flugbetriebs erfolgte am 25. Juli 1966 mit je zwei von der Muttergesellschaft geleasten Maschinen der Typen Sud Aviation Caravelle und Lockheed Super Constellation. Im ersten Jahr ihres Bestehens beförderte die Gesellschaft 168.000 Fluggäste.
SAFA erhielt am 14. Mai 1969 die Genehmigung für internationale Charterflüge und änderte daraufhin am 8. Dezember 1969 ihren Namen in Air Charter International (ACI) um. Im Jahr 1971 besaß die Gesellschaft einen 60-prozentigen Anteil auf dem französischen Chartermarkt und beförderte mit sieben Maschinen des Typs Caravelle rund 420.000 Passagiere. Im Folgejahr ergänzten die ersten zwei Boeing 727-200 die Flotte. Das Unternehmen schloss im Februar 1978 langfristige Leasingverträge mit den Fluggesellschaften Euralair und Europe Aéro Service (EAS) ab, um deren Flugzeuge während der nachfragestarken Sommermonate zu nutzen. Im selben Jahr beteiligte sich die französische Fluglinie Air Inter mit 20 Prozent an ACI. Infolge der Beteiligung konnte die Gesellschaft an Wochenenden kurzfristig auf Flugzeuge der Air Inter zurückgreifen und weitere Flughäfen in das Streckennetz einbinden. Im Jahr 1982 bot ACI erstmals Charterdienste nach New York an. Die Gesellschaft bediente die transatlantische Strecke jedoch nicht mit eigenen Maschinen, sondern mit gemieteten Boeing 747 der Air France.
Im Jahr 1984 benannte sich das Unternehmen in Air Charter um und führte zeitgleich eine neue Farbgebung ein. In den 1980er-Jahren baute die Gesellschaft ihr Streckennetz kontinuierlich weiter aus. Neben Paris entwickelte sich insbesondere Lourdes aufgrund des starken Pilgerverkehrs zu einem wichtigen Standort. Im Jahr 1987 flog Air Charter von 13 französischen Flughäfen touristische Zielorte in Griechenland, Spanien, Tunesien, Israel, Marokko, Malta, Ägypten, Senegal und der Türkei regelmäßig mit eigenen Flugzeugen an. Daneben wurden Flüge in die USA und nach Kanada in Kooperation mit Air France durchgeführt. Die Gesellschaft beförderte 1988 erstmals mehr als zwei Millionen Passagiere. Im selben Jahr erhielt Air Charter ihr erstes Großraumflugzeug des Typs Airbus A300. Maschinen des Typs Airbus A320 ersetzten ab 1994 die Boeing 727.
Obwohl Air Charter im Jahr 1991 zahlreiche Strecken von der zur Air-France-Gruppe gehörenden Aéromaritime übernahm, gingen der Marktanteil und die Passagierzahl des Unternehmens in den 1990er Jahren stetig zurück. Um die Auslastung der Flugzeuge zu verbessern, trat Air France ab 1996 einige ihrer Linienstrecken an Air Charter ab. Zunächst wurde im Winter 1996/97 ein Airbus A320 der Tochtergesellschaft auf Guadeloupe stationiert und auf Linienflügen in die USA eingesetzt. Im Sommer 1997 übernahm Air Charter die von Paris ausgehenden Linienverbindungen nach Palma, Málaga und Sevilla. Aufgrund der weiterhin rückläufigen Passagierzahl und einer ungünstigen Kostenstruktur gab Air France im Herbst 1998 das wirtschaftliche Ende der Air Charter bekannt. Die Einstellung des Flugbetriebs erfolgte am 24. Oktober 1998. Im letzten Betriebsjahr beförderte das Unternehmen 820.742 Passagiere.

## Flotte

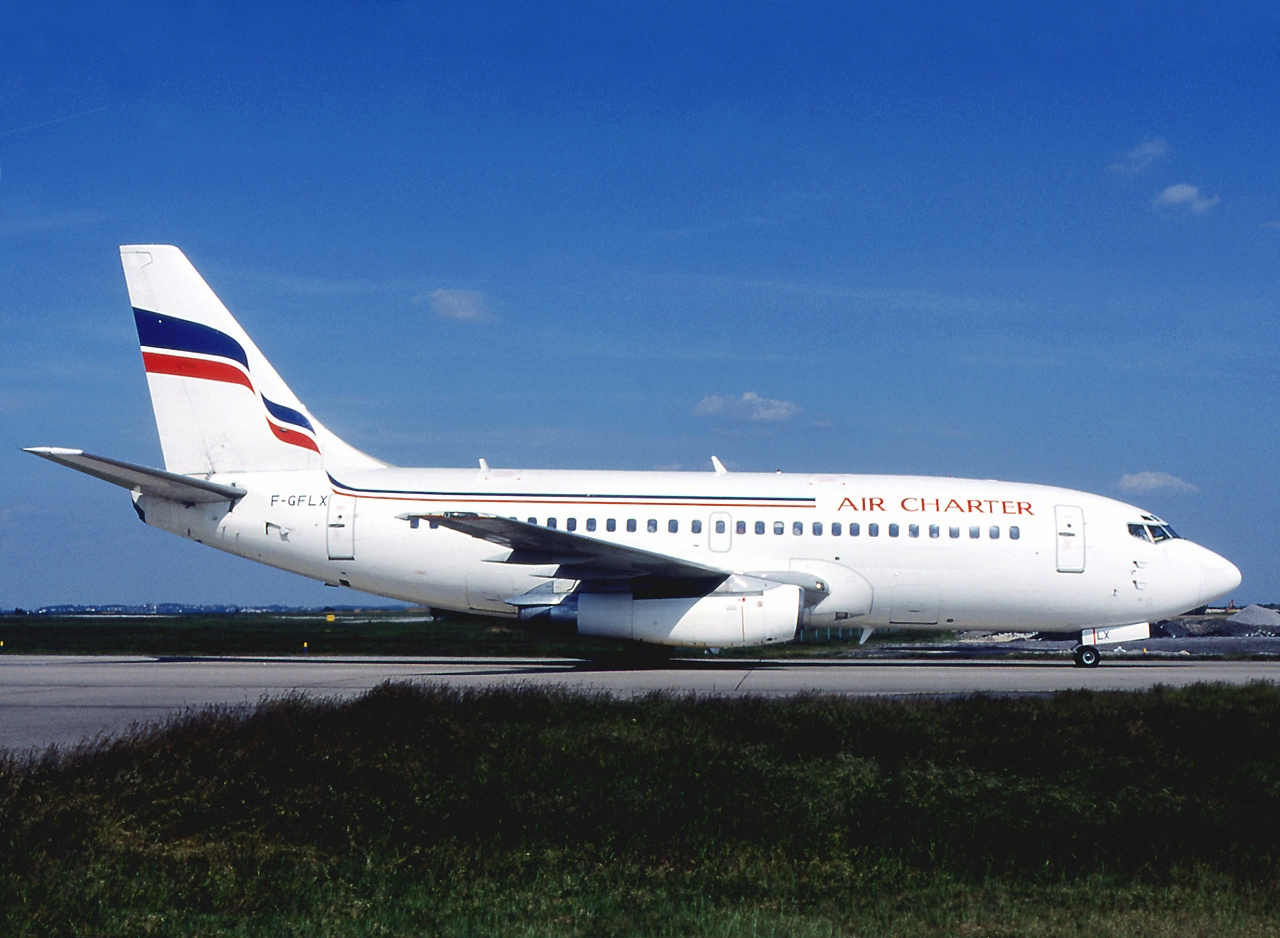
Eine Boeing 737-200 der Air Charter International im Jahr 1998

Folgende Flugzeugtypen setzte die Gesellschaft in eigenen Farben ein:
- Airbus A300B4-203
- Airbus A310-324
- Airbus A320-200
- Boeing 727-200
- Boeing 737-200, 737-400 und 737-500
- Sud Aviation Caravelle III und 10B

Zudem nutzte die Gesellschaft folgende Flugzeugtypen in Fremdbemalung auf dem eigenen Streckennetz:
- Boeing 747-200 der Air France
- Dassault Mercure der Air Inter
- Fokker F28 der TAT
- Lockheed Super Constellation der Air France[1][6]